# Ophrys scolopax
Ophrys scolopax (лат.) — вид однодольных растений рода Офрис (Ophrys) семейства Орхидные (Orchidaceae). Вид впервые описан в 1793 году испанским ботаником Антонио Хосе Каванильесом.

## Распространение, описание

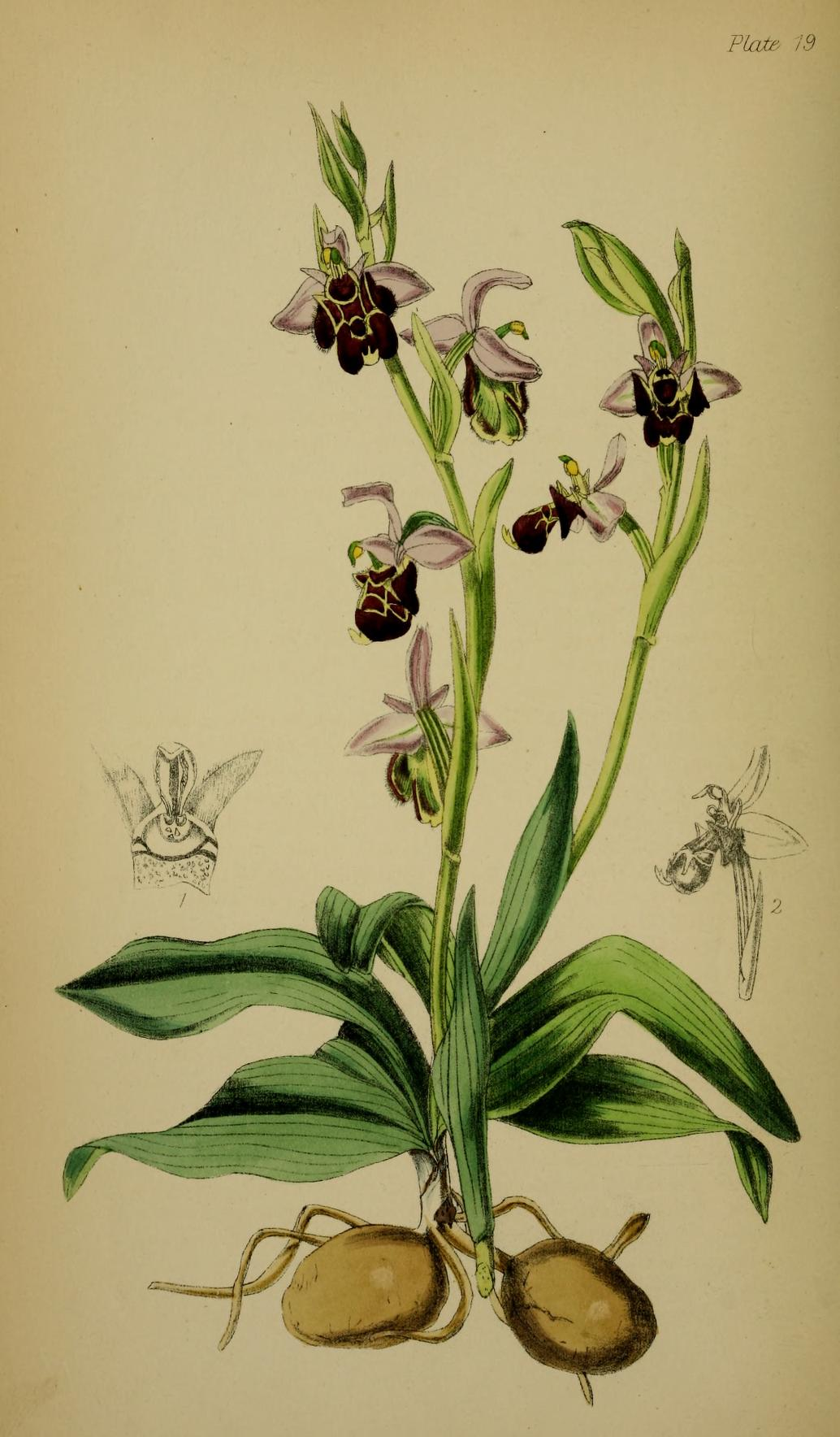
Ботаническая иллюстрация

В дикой природе встречается в Тунисе, Алжире, Марокко, Испании (включая Канарские и Балеарские острова), Португалии, во Франции (Корсика), в Италии (включая Сардинию и Сицилию), Венгрии, Румынии, Болгарии, Греции (включая восточные Эгейские острова), странах бывшей Югославии, Крыму и Турции. Произрастает на лугах, среди кустарников и в редколесье, в известняковых или кислых почвах.
Клубневой геофит. Наземное растение малого либо среднего размера, с 5—6 ланцетными или продолговато-ланцетными листьями. Соцветие несёт 3—10 цветков. Цветёт весной.
Число хромосом — 2n=36.

## Синонимы
Синонимичные названия:
- Ophrys abchasica (Kümpel) P.Delforge
- Ophrys apiformis Steud.
- Ophrys arachnites var. scolopax (Cav.) Fiori & Paol.
- Ophrys atropos Barla
- Ophrys bremifera Steven
- Ophrys bullata Cirillo ex Steud.
- Ophrys ceto Devillers, Devillers-Tersch. & P.Delforge
- Ophrys corbariensis J.Samuel & J.M.Lewin
- Ophrys fuciflora subsp. scolopax (Cav.) H.Sund.
- Ophrys gerstlaueri A.Fuchs
- Ophrys hippocratis P.Delforge
- Ophrys holoserica subsp. scolopax (Cav.) H.Sund.
- Ophrys hygrophila Gügel, Kreutz, D.Rückbr. & U.Rückbr.
- Ophrys karadenizensis M.Schönfelder & H.Schönfelder
- Ophrys mycenensis S.Hertel & Paulus
- Ophrys oestrifera subsp. abchasica Kümpel
- Ophrys oestrifera subsp. bremifera (Steven) K.Richt.
- Ophrys oestrifera f. bremifera (Steven) Soó
- Ophrys oestrifera subsp. elbursana Kreutz
- Ophrys oestrifera subsp. hygrophila (Gügel, Kreutz, D.Rückbr. & U.Rückbr.) Kreutz
- Ophrys oestrifera subsp. karadenizensis (M.Schönfelder & H.Schönfelder) Kreutz
- Ophrys orphanidea Saliaris & P.Delforge
- Ophrys santonica J.M.Mathé & Melki
- Ophrys schelkownikowii Woronow